# 八紘学園花菖蒲園
八紘学園花菖蒲園（はっこうがくえん はなしょうぶえん）とは、北海道札幌市豊平区月寒東3条11丁目1に所在し、学校法人八紘学園が運営する農業教育施設。
毎年7月上旬〜下旬に一般開放（有料）し、それ以外の一般入園は不可能。広大な敷地に約450種類10万株に及ぶハナショウブをメインとして栽培している。見どころには6月下旬頃より開花するハナショウブの他に、7月中旬以後開花するヘメロカリスやラベンダーがあり、同時期に合わせて観覧できる場合もある。
この園は、同経営の北海道農業専門学校の生徒の農作業実習場にもなっており、生徒自ら栽培した植物もある。八紘学園とハナショウブの関係性は、八紘学園創始者栗林元二郎が北海道月寒の地に移住する際に東京より持ち込み栽培したことが始まりである。

## ギャラリー

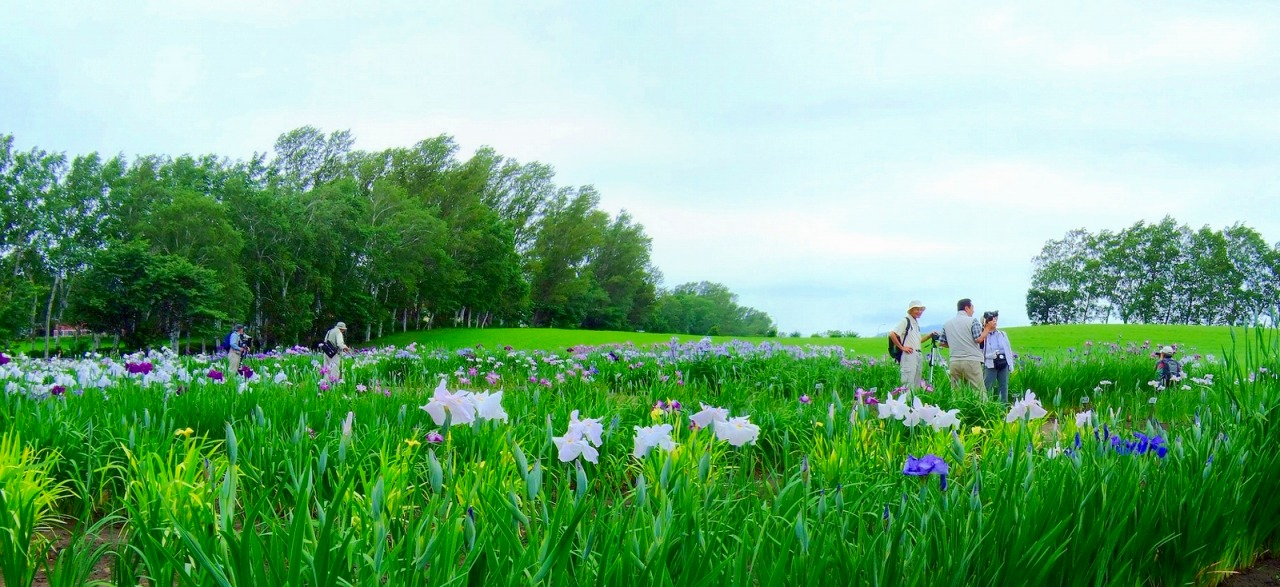
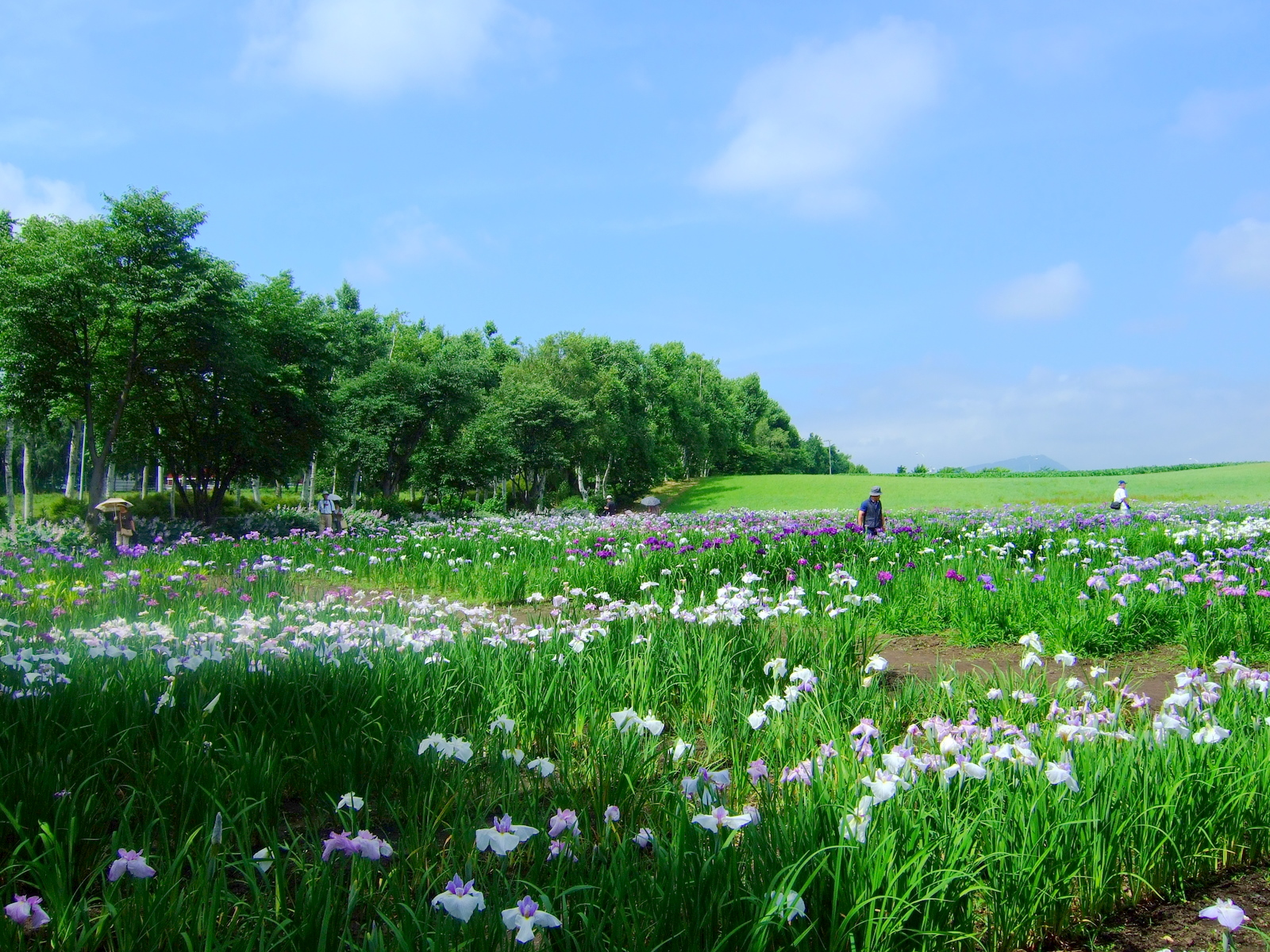
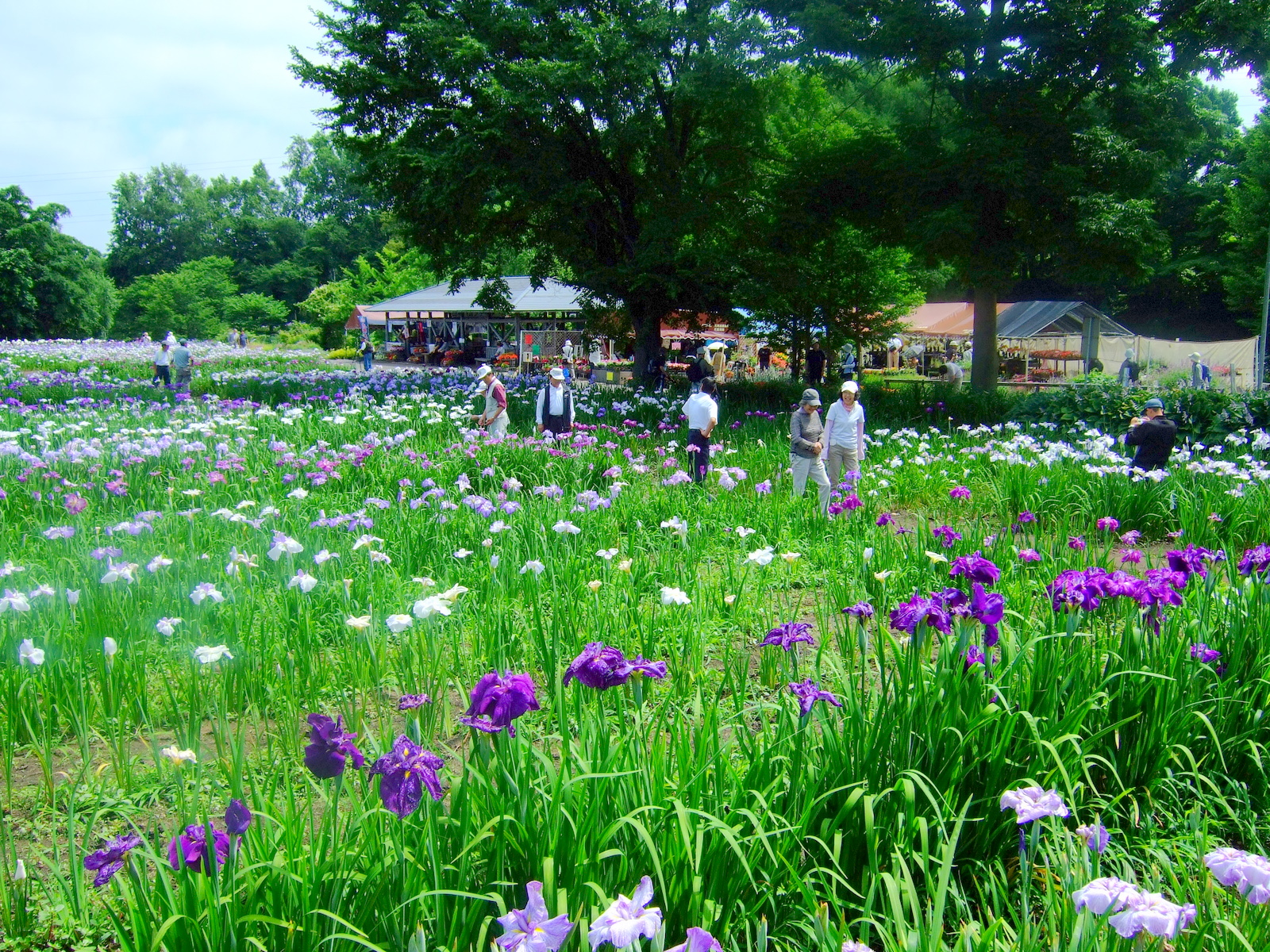
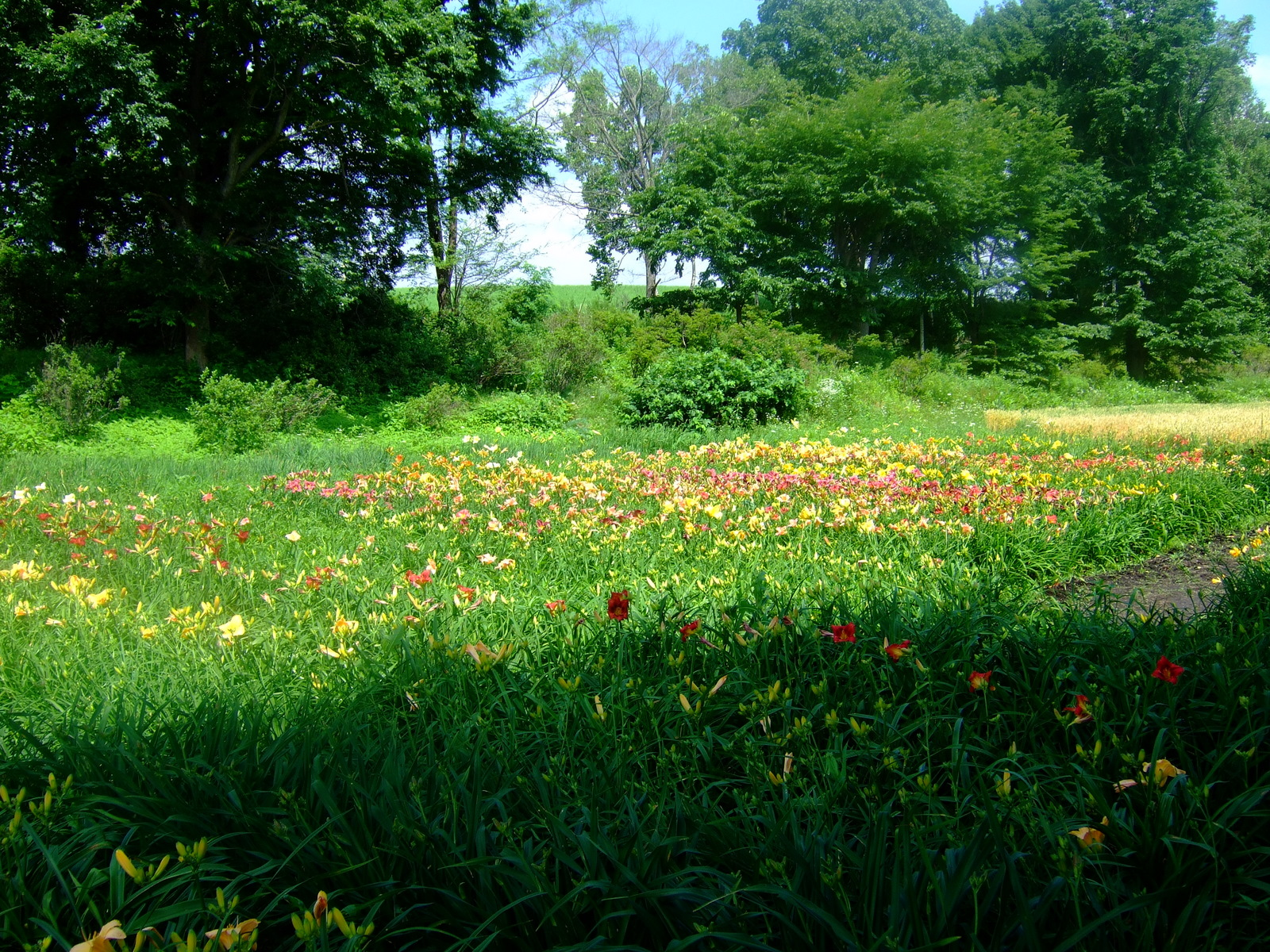

## 周辺施設
- 北海道立産業共進会場（北翔クロテック月寒ドーム・グリーンドーム）
- スーパースポーツゼビオドーム札幌月寒店
- 北海道農業専門学校
- ツキサップじんぎすかんクラブ
- 札幌市立月寒東小学校
- 札幌市立あやめ野小学校
- 札幌市立あやめ野中学校
- 札幌東自動車学校

## 所在地
- 北海道札幌市豊平区月寒東